# Edosa paghmanella
Edosa paghmanella är en fjärilsart som beskrevs av Petersen 1973. Edosa paghmanella ingår i släktet Edosa och familjen äkta malar.
Artens utbredningsområde är Afghanistan. Inga underarter finns listade i Catalogue of Life.